# 龍泉教
龍泉教（琉球語：  ?）是一個由琉球神道派生出來的新興宗教，目前主要在日本沖繩縣傳播。該教的創始人即為現在的教主高安龍泉。
龍泉教的創始人高安龍泉（1934年1月3日－）原名高安六郎，於1972年在那霸市創立了「琉球神道龍泉之會」，是為該教之始。1975年，高安在前參議院議員稻嶺惠一的支持下，在那霸市的首里開設道場。1977年起，高安每晚都在FM沖繩廣播裡宣揚教義。
1980年，根據日本的《宗教法人法》，高安六郎在那霸以「龍泉」的名字登記為宗教法人，並開始向海外傳教。1993年，高安六郎自稱受到君真物神的「啟示」，改名「高安龍泉」，同時將該教名稱改為「龍泉」（いじゅん）。
龍泉教義基於古代的琉球神道，設有祝女（ノロ）和民間靈媒師（ユタ）之職，具有泛靈論和薩滿教的性質。該教以琉球神道中的萬物之神君真物（キンマンモン）為崇拜對象，認為萬物之間有一種神秘的「內力」，要求信仰者去喚醒這種力量。
主神是君真物，其崇拜的聖地為齋場御嶽和チヂハナ御嶽（皆在今沖繩縣南城市）。其本部（總本山）則位於宜野灣市。該教目前有信徒約1000人，主要分佈於沖繩縣。在日本本土的橫濱以及台灣、夏威夷，亦有違順教的信徒。

## 該教的書籍
- ，高安六郎著